# Лука Ромеро
Лука Ромеро (ісп. Luka Romero, нар. 18 листопада 2004, Вікторія-де-Дуранго) — аргентинський футболіст, півзахисник італійського клубу «Мілан». На умовах оренди грає за іспанський «Алавес».

## Клубна кар'єра
Народився 18 листопада 2004 року в мексиканському місті Вікторія-де-Дуранго у родині аргентинців. У трирічному віці переїхав до Іспанії, де згодом у 2011 році почав займатися футболом у команді «Сант Хорді» з Балеарських островів. А вже у десятирічному віці вступив до академії місцевої «Мальорки».
Наприкінці сезону 2019/20 юнак дебютував у Ла-Лізі за головну команду «Мальорки», попередньо отримавши спеціальний дозвіл, адже на той час йому виповнилося лише 15 років і 221 день. Наступного сезону, який команда проводила вже в Сегунді, Ромеро провів ще вісім матчів за «основу» в усіх турнірах і забив свій дебютний гол на дорослому рівні.
У липні 2021 року за 200 тисяч євро перейшов до італійського «Лаціо», а вже у серпні того ж року дебютував у складі головної команди «біло-блакитних» у Серії A.
6 липня 2023 року на правах вільного агента перейшов до «Мілана».

## Виступи за збірні
На рівні збірних вирішив захищати кольори Аргентини і 2019 року дебютував у складі юнацької збірної Аргентини (U-15). Наступного року почав виступати за збірну U-17.

## Статистика виступів

### Статистика клубних виступів
Станом на 6 липня 2023
| Сезон                | Команда              | Чемпіонат            | Чемпіонат | Чемпіонат | Національний кубок | Національний кубок | Національний кубок | Континентальні кубки | Континентальні кубки | Континентальні кубки | Інші змагання | Інші змагання | Інші змагання | Усього | Усього | Усього |
| Сезон                | Команда              | Ліга                 | Ігор      | Голів     | Ліга               | Ігор               | Голів              | Ліга                 | Ігор                 | Голів                | Ліга          | Ігор          | Голів         | Ігор   | Голів  |        |
| -------------------- | -------------------- | -------------------- | --------- | --------- | ------------------ | ------------------ | ------------------ | -------------------- | -------------------- | -------------------- | ------------- | ------------- | ------------- | ------ | ------ | ------ |
| 2019–20              | «Мальорка»           | ПД                   | 1         | 0         | КІ                 | 0                  | 0                  | -                    | -                    | -                    | -             | -             | -             | 1      | 0      |        |
| 2020–21              | «Мальорка»           | СД                   | 6         | 1         | КІ                 | 2                  | 0                  | -                    | -                    | -                    | -             | -             | -             | 8      | 1      |        |
| Усього за «Мальорку» | Усього за «Мальорку» | Усього за «Мальорку» | 7         | 1         |                    | 2                  | 0                  | -                    | -                    | -                    | -             | -             | -             | 9      | 1      |        |
| 2021–22              | «Лаціо»              | A                    | 8         | 0         | КІ                 | 1                  | 0                  | ЛЄ                   | 0                    | 0                    | -             | -             | -             | 9      | 0      |        |
| 2022–23              | «Лаціо»              | A                    | 6         | 1         | КІ                 | 1                  | 0                  | ЛЄ+ЛК                | 3+2                  | 0+0                  | -             | -             | -             | 12     | 1      |        |
| Усього за «Лаціо»    | Усього за «Лаціо»    | Усього за «Лаціо»    | 14        | 1         |                    | 2                  | 0                  |                      | 5                    | 0                    |               | -             | -             | 21     | 1      |        |
| 2023–24              | «Мілан»              | A                    | 0         | 0         | КІ                 | 0                  | 0                  | ЛЧ                   | 0                    | 0                    | -             | -             | -             | 0      | 0      |        |
| Усього за кар'єру    | Усього за кар'єру    | Усього за кар'єру    | 37        | 4         |                    | 4                  | 0                  |                      | 4                    | 0                    |               | -             | -             | 45     | 4      |        |

## Титули і досягнення
- Переможець Кубка чемпіонів КОНКАКАФ (1):

«Крус Асуль»: 2025